# Helga Dernesch
Helga Dernesch (ur. 3 lutego 1939 w Wiedniu) – austriacka śpiewaczka operowa, sopran.

## Życiorys
Ukończyła studia w Konserwatorium Wiedeńskim. Na scenie zadebiutowała w 1961 roku w Bernie jako Maryna w Borysie Godunowie Modesta Musorgskiego. W kolejnych latach śpiewała w operach w Wiesbaden i Kolonii, występowała też na festiwalu w Bayreuth. Specjalizowała się w repertuarze wagnerowskim, wykonywała też partie z oper Richarda Straussa oraz Leonory w Fideliu Ludwiga van Beethovena. W 1969 roku, zaangażowana przez Herberta von Karajana, wystąpiła na Osterfestspiele Salzburg. Gościnnie śpiewała m.in. w Wiedniu, Berlinie, Londynie i Edynburgu. W 1986 roku rolą Marfy w Chowańszczyźnie debiutowała na deskach nowojorskiej Metropolitan Opera. Wykonała partię tytułową podczas prapremiery opery Elisabeth Tudor Wolfganga Fortnera (Berlin Zachodni, 1972) oraz rolę Goneril w prapremierze opery Lear Ariberta Reimanna (Monachium, 1978). Z czasem zaczęła wykonywać także role mezzosopranowe.
Jej mężem jest śpiewak operowy Werner Krenn.